# Долноджумайци
Долноджумайци (на гръцки: Ηρακλειώτες, Ираклиотес) са жителите на град Долна Джумая, на гръцки Ираклия, Егейска Македония, Гърция. Това е списък на най-известните от тях.

## Родени в Долна Джумая
А — Б — В — Г — Д –
Е — Ж — З — И — Й –
К — Л — М — Н — О –
П — Р — С — Т — У –
Ф — Х — Ц — Ч — Ш –
Щ — Ю — Я

### А
- Антон Г. Казанджиев, македоно-одрински опълченец, жител на град Валовища, Четвърта рота на Осма костурска дружина[1]
- Алеко Василев (Алеко паша) (1891 – 1924), български революционер
- Ангел Коларов (? – 1924), български революционер
- Атанасиос Кипурос, гръцки андарт
- Атанасиос Филактос (1859 – 1924), гръцки просветен деец
- Ахилеас Папапетру (1907 – 1997), гръцки физик

### Б
- Борис Гайгуров (1872 – 1968), български просветен деец и революционер

### В
- Вана Стоянов, македоно-одрински опълченец, четата на Георги Занков[2]

### Д
- Димитри Коларов Арабаджиев (1914 – 1947), гръцки комунист, обесен от властите в Долна Джумая[3]
- Димитрий Дикбасанис (1940 – 2025), гръцки и албански духовник
- Димитриос Пазис (1873 – 1953), гръцки лекар и политик
- Димитриос Роцикас (1874 – 1928), гръцки революционер
- Димитър Величков (1889 – ?), македоно-одрински опълченец, Първа рота на Единадесета сярска дружина[4]
- Димитър Георгиев, български свещеник и революционер, деец на ВМОРО, умрял от бой преди 1918 г.[5]
- Димитър Николов (1890 – ?), македоно-одрински опълченец, учител, нестроева рота на Единадесета сярска дружина[6]
- Димитър Попов, македоно-одрински опълченец, четата на Георги Занков[7]

### Й
- Йоанис Капетанис (1875 – 1913), гръцки учител и андартски деец
- Йоргос Кафтандзис (1920 – 1998), гръцки историк, писател и поет

### К
- Костадин Василев (1892 – ?), македоно-одрински опълченец, четата на Михаил Чаков[8]
- Коста Ройков – Еврипиди (1915 – 1948), гръцки комунист, роден в бедно семейство, от малък работи във фабрики, член на ЕПОН, синдикален деец, член на Работническа взаимопомощ, при окупацията е сред първите войници на ЕЛАС, войник на ДАГ в 132-а бригада, загива на 17 ноември 1948 година в Сенгелската планина[9]

### М
- Михалуш Маргаритов, български свещеник и революционер, деец на ВМОРО, загинал преди 1918 г.[5]

### Н
- Никола Г. Рамаданов (1877 – 1958), български просветен деец и общественик, деец на кооперация „Мелнишки тютюни“,[10] починал в София[11]
- Никола Станонев, македоно-одрински опълченец, четата на Георги Занков[12]

### П
- Петро Пена, гръцки комунист, офицер на ДАГ; обкръжен в къща в Хазнатар загива[13]

### С
- Славе Великов, македоно-одрински опълченец, четата на Георги Занков[14]
- Сотир Чанджиев, български свещеник и революционер, деец на ВМОРО, умрял от бой преди 1918 г.[5]
- Стерьос Влахвеис (1880 – 1948), гръцки андартски капитан
- Стоян Ангелов, македоно-одрински опълченец, четата на Георги Занков[15]
- Стоян Атанасов (Стою), македоно-одрински опълченец, четата на Георги Занков, Трета рота на Кюстендилската дружина, Седма кумановска дружина[16]
- Стоян Атанасов, македоно-одрински опълченец, четата на Георги Занков[17]
- Стоян Гайгуров (1847 – 1912), български църковен деец

### Ф
- Филип Коларов, български свещеник и революционер, деец на ВМОРО, умрял след 1918 г.[5]

### Х
- Христо Кафтанджиев (1883 – 1967), деец на ВМРО

## Свързани с Долна Джумая
- Менелаос Влахвеис (р. 1964), гръцки политик по произход от Долна Джумая